# Френк Боулінг
Сер Річард Шерідан Патрік Майкл Алоїзіус Франклін Боулінг (нар. 26 лютого 1934, Бартика, Британська Гвіана), відомий як Френк Боулінг, — британський художник, який народився в Гаяні. Його картини пов'язані з абстрактним експресіонізмом, живописом кольорового поля та ліричною абстракцією.

## Біографія

### Ранні роки
Боулінг народився у Бартиці, Гаяна, в родині Річарда Боулінга, начальника відділу поліції, та його дружини Агати, швачки, кравчині та модистки. У 1953 році, у віці 19 років, Боулінг переїхав до Англії, де він жив у дядька та закінчив свою освіту.
Після проходження державної служби у Повітряних силах Великої Британії Боулінг продовжив вивчати мистецтво, попри попередні амбіції стати поетом і письменником. Він навчався у Школі мистецтв Челсі, потім у 1959 році отримав стипендію в лондонському Королівському коледжі мистецтв, де серед студентів були такі художники, як Девід Гокні, Дерек Бошієр, Аллен Джонс, Р. Б. Кітадж і Пітер Філіпс. На випускному у 1962 році Гокні нагородили золотою відзнакою, а Боулінга — срібною. Прогнозували, що Боулінг отримає золоту, але через його скандальний шлюб 1960 року з секретарем Королівського коледжу Педді Кітченом (суперечливим, оскільки Кітчен працювала в коледжі: стосунки між співробітниками та студентами були заборонені; вони розлучилися наприкінці 1960-х) рейтинг знизили до срібного. Його перша персональна виставка під назвою «Image in Revolt» відбулася у Лондоні у 1962 році в галереї Грабовського, після чого відбулися інші виставки. Однак Боулінга розчарувало, що його назвали карибським художником; у 2012 році в інтерв'ю «Ґардіан» з Лаурою Барнетт він сказав: "Здавалося, що всі чекали, що я намалюю якесь протестне мистецтво з постколоніальних дискусій. Якийсь час я закохався в це. Я написав картину під назвою «Мучеництво Патріса Лумумби».

### 1960-ті роки–дотепер
Переїзд до Нью-Йорка у середині 1960-х років відкрив Боулінга для його американських сучасників і незабаром він брав участь на бієнале Вітні 1971 року. Як пише Майя Джаггі: «на відміну від сучасників, які заснували британський попарт, Боулінг пройшов особливий шлях від фігуративного живопису в стилі Бекона до абстрактного мистецтва, порушене особистою пам'яттю й історією… Підбадьорений американським критиком Клементом Грінбергом, він знайшов свободу в абстрактному мистецтві разом з Марком Ротко, Джексоном Поллоком і Барнеттом Ньюманом». Між 1969 і 1972 роками Боулінг працював редактором «Arts Magazine».
Протягом року Боулінг проводить час у Лондоні та Нью-Йорку, де він підтримує студії. Він одружений на художниці Рейчел Скотт (Боулінг).

## Виставки та колекції
Картини Боулінга були представлені на численних виставках у Європі, Великій Британії та США, а також знаходяться у приватних і корпоративних колекціях по всьому світу. Його роботи також можна побачити в постійних колекціях Музею мистецтва Метрополітен і Музею сучасного мистецтва у Нью-Йорку, а також галереї Тейт у Лондоні. У 2017 році відбулася ретроспектива його робіт у Будинку мистецтва у Мюнхені. Велика ретроспективна виставка його робіт проходила з 31 травня до 28 серпня 2019 року у Тейт Британія.
- Велика виставка невідомих робіт поряд із ключовими картинами попереднього десятиліття. Земля багатьох вод, Арнолфіні, Брістоль, Велика Британія (2021)

## Нагороди та відзнаки
Боулінг отримав два гранти Ґуґґенгайма.
У 1965 році на Першому всесвітньому фестивалі негритянського мистецтва, який проходив у Дакарі, Сенегал, картина Боулінга «Великий птах» отримала Гран-прі за сучасне мистецтво.
26 травня 2005 року Боулінг став членом Королівської академії мистецтв. Він був серед близько дюжини художників, запропонованих для заповнення однієї з двох вакансій в академії з 80 членів, він — перший чорношкірий художник, обраний Королівським академіком в історії закладу.
У 2008 році він став офіцером Ордена Британської імперії на честь дня народження королеви. У 2020 році його посвятили в лицарі за заслуги перед мистецтвом.